# Jacques de Gournay
 (septembre 2023).

Jacques de Gournay fut maître échevin de Metz au XVIe siècle.

## Biographie
Jacques de Gournay, seigneur de Beux, est, nous apprennent les Chroniques de la ville de Metz, le filz [du] seigneur Michiel de Gournais (…) maistre eschevin de Mets en l’an 1552, année critique où la république messine passe sous domination française.
Il épouse Anne de Lenoncourt, fille de Louis de Lenoncourt, seigneur de Gondrecourt, de Serres et de Frouard et de Catherine d’Haraucourt. C’est, à ce titre, un cousin éloigné de Robert de Lénoncourt, évêque de Metz du 22 avril 1551 au 16 décembre 1555.
Gaspard de Saulx, dans ses mémoires, relate ainsi la prise de la ville « Le roi, ayant gagné dans Metz ceux de Heu par présents et promesses joints à la division du peuple dont la négligence n’avait à rien pourvu, arrive aux portes. Le sieur de Tavannes (…) les harangue, les intimide, fait des promesses, tire parole d’eux de recevoir le connétable avec ses gardes et une enseigne de gens de pied : puisque le roi allait pour la liberté d’Allemagne, il ne pouvait moins qu’avoir son logis en leur ville. Il conduit les bourgeois au connétable. Soudainement, tous les meilleurs hommes de l’armée sont mis sous une enseigne, [le connétable] entre en la ville de Metz, deux maréchaux de camp à sa tête. Le sieur Bourdillon s’avance en la place, le sieur de Tavannes demeure à la porte que les bourgeois voulaient à tous coups fermer, voyant cette enseigne si accompagnée, et toujours [il] les en garda par belles paroles. Un capitaine suisse à la solde des Messins tenant les clefs, ayant vu entrer plus de sept cents hommes, les jette à la tête du sieur de Tavannes avec le mot du pays tout est choué et quitte la porte que le sieur de Tavannes tint jusqu’à ce que le connétable arrive. La ville assurée, le roi fit son entrée à Metz, au commencement d’avril 1552 et y laisse le sieur de Gonnord gouverneur. »
La Chronique de Metz relate encore que « le Roy étant arrivé devant Metz le Lundy de Pâques 18. d’Avril 1552, et ayant fait la revue de son Armée, fit son entrée dans la Ville, armé de toutes pièces, excepté l’armet. Les Echevins de la Ville luy portèrent le poile, et les Princes marchoient en armes devant et derrière, chacun en son rang. Les Magistrats le haranguèrent, et conclurent en le suppliant de leur conserver leurs libertés et franchises. Le Roy leur répondit qu’il les traiterait comme siens. » Les Messins deviennent sujets du royaume de France et Jacques de Gournay est, sinon dépossédé de son titre de maitre-échevin, en concurrence avec le gouverneur militaire laissé par Henri II.